# 阿希尼伯恩河

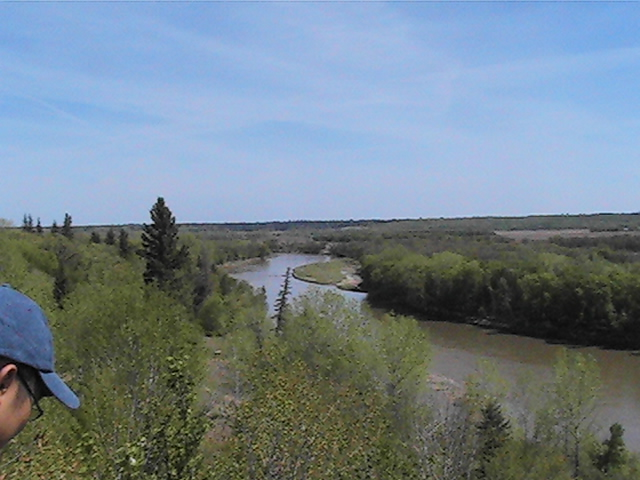
阿希尼伯恩河

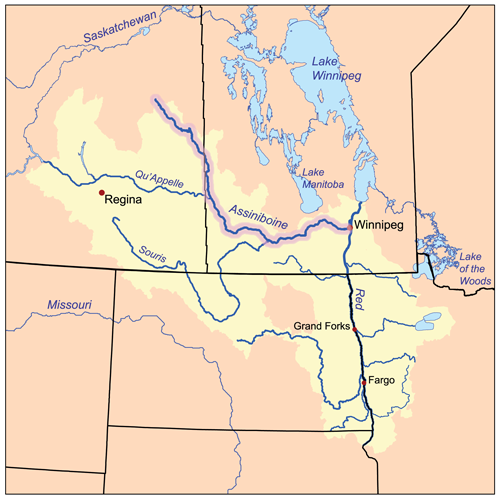
阿希尼伯恩河流經马尼托巴省。

阿希尼伯恩河，是加拿大境内的一条河流。流经省份有萨斯喀彻温省、马尼托巴省。在马尼托巴省首府温尼伯流入北红河。